# Les Filles de Illighadad
Les Filles de Illighadad est un groupe de blues touareg originaire du Niger publié sur le label Sahel Sounds.

## Historique
Ce quartette tamasheq de touaregs nigériens, est composé de trois femmes, Fatou Seidi Ghali, Alamnou Akirwini Nassir et Fitimata AHMADELHER, aux guitares, voix et percussions et d'un homme, cousin de Fatou, Abdoulaye Madassane, à la guitare rythmique. Il et elles viennent du village de Illighadad, dans le Sahara, à 36 heures d’autocar de Niamey, au nord-est, entre Tahoua et Agadez,,.
« Nous les filles, nous étions souvent chargées de garder les bêtes. Et comme il n’y avait ni télévision ni radio, on chantait pour faire passer le temps avec nos amis peuls », indique Fatou Seidi Ghali. Elle a commencé jeune à jouer du N'goni, avant d'adopter la guitare. Elle a constitué ce groupe, qui s'est tout d'abord produit pour des événements familiaux, puis qui a enregistré un album intitulé Les filles de Illighadad, édité par Sahel Sounds, label de musique saharienne fondé par l’Américain Christopher Kirkley. Leurs compositions associent le blues, le folk et les musiques traditionnelles,. 
Elles se produisent sur des scènes européennes et américaines, ainsi que dans des festivals comme le Printemps de Bourges, en France, ou encore, par exemple, le Festival islamique de Mértola, au Portugal. En 2019, elles participent au titre Soulan sur l'album Jdid du groupe de techno français Acid Arab. En 2021 sort un deuxième album, At Pioneer Works, enregistré en live dans un lieu new-yorkais,.

## Discographie
- 2016 : Les Filles de Illighadad[5]
  - Achibaba : 02:46[6]
  - Eliss Wan anas douban : 03:13[7]
  - Inigradan : 03:16[8]
  - Erilegh Ifanata : 02:54[9]
  - Telilit : 06:24[10]
  - Tende : 17:50[11]
- 2017 : Eghass Malan